# Hannes Kniffka
Hannes Kniffka (* 15. Oktober 1942) ist ein deutscher Sprachwissenschaftler. Er wirkte bis zu seiner Pensionierung im Jahr 2008 als Professor für Allgemeine Sprachwissenschaft an der Rheinischen Friedrich-Wilhelms-Universität Bonn.

## Leben und Wirken
Kniffka studierte von 1962 bis 1968 Historisch-Vergleichende Sprachwissenschaft, Indologie, Allgemeine Sprachwissenschaft und Anthropologie an der Universität Bonn und der Universität zu Köln mit Unterstützung eines Stipendiums der Studienstiftung des deutschen Volkes. 1968 wurde er mit einer Arbeit über die Wortbildung des Verbs im Lateinischen in Bonn promoviert. Anschließend folgte von 1968 bis 1970 ein Postdoctoral Fellowship im Fach Linguistik an der Stanford University. Der Schwerpunkt seines Studiums lag im „Language Universals“ Projekt von Joseph Greenberg und Charles A. Ferguson, vor allem in den Bereichen Soziolinguistik und Psycholinguistik. Bis 1972 folgte eine Tätigkeit als Lecturer an der California State University Hayward.
Nach seiner Rückkehr nach Deutschland war er von 1972 bis 1981 wissenschaftlicher Assistent bei Heinz Vater am Institut für deutsche Sprache und Literatur der Universität Köln, wo er sich 1980 im Fach Allgemeine Sprachwissenschaft bei Hansjakob Seiler habilitierte.
Von 1981 bis 1987 war Kniffka Professor für Linguistik, Englisch und Deutsch an der König-Abdulaziz-Universität in Saudi-Arabien und von 1987 bis 1988 Dozent in der Deutschabteilung der Shanghai International Studies University (SISU) in China.
1989 wurde er auf die Professur für „Allgemeine Sprachwissenschaft unter Einschluss der Angewandten Sprachwissenschaft“ an die Universität Bonn berufen, die er bis zum Eintritt in den gesetzlichen Ruhestand im Jahr 2008 innehatte.
Kniffka begründete in den frühen 1970er Jahren die „forensische Linguistik“ in Deutschland, erstellte zahlreiche Sachverständigengutachten  für Gerichte, Ermittlungsbehörden und Anwälte  und führte den ersten Internationalen Kongress des Fachs im Juni 1993 an der Universität Bonn durch.
Er nahm zahlreiche Gastprofessuren an arabischen, asiatischen, europäischen und nordamerikanischen Universitäten wahr.

## Schriften (Auswahl)
- Prolegomena einer deskriptiven Wortbildungslehre. Die zu Adjektiven und Adverbien abgeleiteten Verben der ersten lateinischen Konjugation. 1972, (Bonn, Universität, Dissertation, 1968).
- Soziolinguistik und empirische Textanalyse. Schlagzeilen- und Leadformulierung in amerikanischen Tageszeitungen (= Linguistische Arbeiten. 94). Max Niemeyer, Tübingen 1980, ISBN 3-484-10410-4 (Zugleich: Köln, Universität, Habilitations-Schrift, 1980).
- Der Linguist als Gutachter bei Gericht. Überlegungen und Materialien zu einer „Angewandten Soziolinguistik“. In: Günter Peuser, Stefan Winter (Hrsg.): Angewandte Sprachwissenschaft. Grundfragen – Bereiche – Methoden. Bouvier, Bonn 1981, ISBN 3-416-01590-8, S. 584–634.
- mit Friedrich Holst: Bonner Konferenz zur Forensischen Linguistik. In: Kriminalistik und forensische Wissenschaften. Bd. 83, 1994, ISSN 0023-4702, S. 173–185.
- Elements of Culture-Contrastive Linguistics. = Elemente einer kulturkontrastiven Linguistik. Lang, Frankfurt am Main u. a. 1995, ISBN 3-631-47602-7.
- Working in Language and Law. A German Perspective. Palgrave Macmillan, Basingstoke u. a. 2007, ISBN 978-0-230-55142-8.